# Represa de Três Marias
Represa de Três Marias är en reservoar i Brasilien.   Den ligger i delstaten Minas Gerais, i den sydöstra delen av landet, 400 km sydost om huvudstaden Brasília. Represa de Três Marias ligger 566 meter över havet. Arean är 804 kvadratkilometer. Den sträcker sig 93,2 kilometer i nord-sydlig riktning, och 65,5 kilometer i öst-västlig riktning.
Omgivningarna runt Represa de Três Marias är huvudsakligen savann. Runt Represa de Três Marias är det mycket glesbefolkat, med 2 invånare per kvadratkilometer.